# 세스 게이블
세스 게이블(영어: Seth Gabel, 1981년 10월 3일 ~ )은 미국의 배우이다.

## 출연 작품
- 지니어스 (2017)
- 세일럼 시즌2 (2015)
- 포에버 (2015)
- 세일럼 시즌1 (2014)
- 프린지 5 (2012)
- 얼리전스 (2012)
- 테이크 미 홈 투나잇 (2011)
- 조나 헥스 (2010)
- 유나이티드 스테이트 오브 타라 (2009)
- 프린지 (2008)
- 더티 섹시 머니 (2007)
- 다빈치 코드 (2006)
- 닙턱 (2003)
- CSI 라스베가스 시즌1 (2000)